# Maximilian al II-lea al Sfântului Imperiu Roman
Maximilian al II-lea (n. 31 iulie 1527, Viena, Monarhia Habsburgică – d. 12 octombrie 1576, Regensburg, Sfântul Imperiu Roman), aparținând Casei de Habsburg, a fost rege al Boemiei și rege romano-german din 1562, rege al Ungariei și al Croației din 1563 și împărat al Sfântului Imperiu Roman de Națiune Germană din 1564 până la sfârșitul vieții.
Motto-ul său: Providebit Deus („Dumnezeu va apăra”).
Maximilian a fost încoronat pe 14 mai 1562 rege al Boemiei la Praga și pe 24 noiembrie același an a fost ales rege romano-german la Frankfurt pe Main. La 16 iulie 1563 a fost încoronat rege al Ungariei și al Croației la Pressburg (Bratislava de astăzi). Pe 25 iulie 1564 l-a succedat pe tatăl său, împăratul Ferdinand I, la tronul Sfântului Imperiu Roman.
Înainte de a accede la tronul imperial, Maximilian era înclinat spre protestantism având legături cu familiile nobiliare protestante din Regatul Boemiei. Maximilian s-a declarat catolic pentru a putea succeda la tronul imperial. Ca și tatăl său, el a urmat totuși o politică de compromis privind confesiunile religioase urmărind o coexistență pașnică a protestantismului și catolicismului. Maximilian a susținut principiile Păcii Religioase de la Augsburg, cârmuind și acționând în acest spirit în Arhiducatul Austriei. În timpul cârmuirii sale, importanța protestantismului a cunoscut un apogeu. Singurul conflict militar major din această perioadă a fost un nou război împotriva otomanilor, care s-a încheiat prin Pacea de la Adrianopol - în esență o revenire la status quo-ul anterior. 

## Biografie

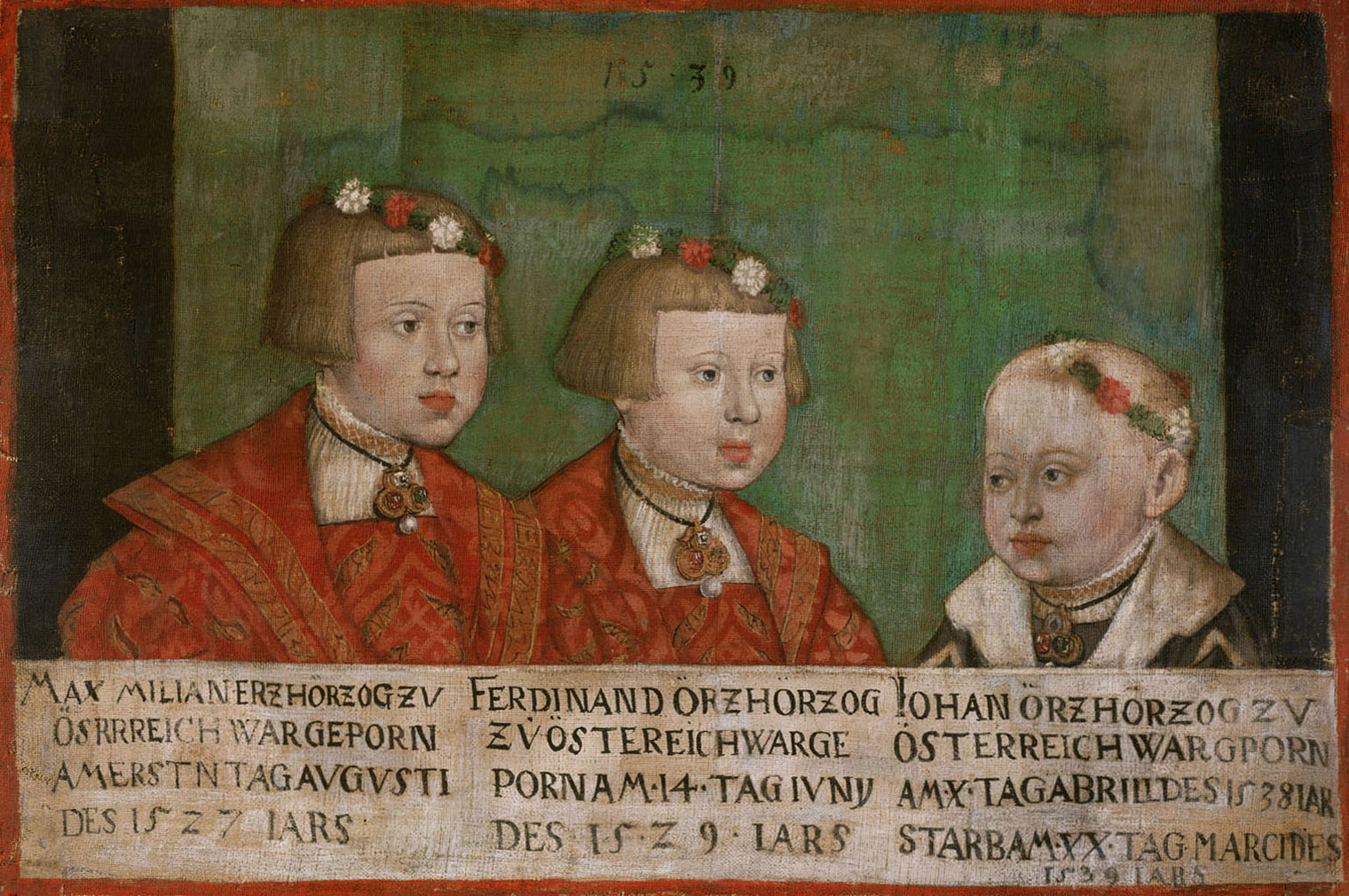
Maximilian al II-lea (1527–1576) împreună cu frații săi, Ferdinand al II-lea (1529–1595) și Ioan (1538–1539)

### Familia
Maximilian al II-lea a fost fiul cel mare al împăratului Ferdinand I și al soției sale, Anna Iagello, fiica regelui Ladislau al II-lea al Boemiei și al Ungariei.
Unchii săi au fost: împăratul Carol Quintul, fratele tatălui său, și regele Ludovic al II-lea al Ungariei și Boemiei, fratele mamei sale. Unsprezece dintre frații lui Maximilian au atins vârsta maturității. Printre ei s-au numărat Ferdinand al II-lea de Austria și Carol al II-lea de Austria. Elisabeta, sora cea mare, s-a căsătorit cu regele Poloniei, Sigismund al II-lea August, care după moartea acesteia, s-a recăsătorit cu sora ei mai mică, Ecaterina. Anna, o altă soră, a fost soția ducelui Albert al V-lea de Bavaria.

### Primii ani

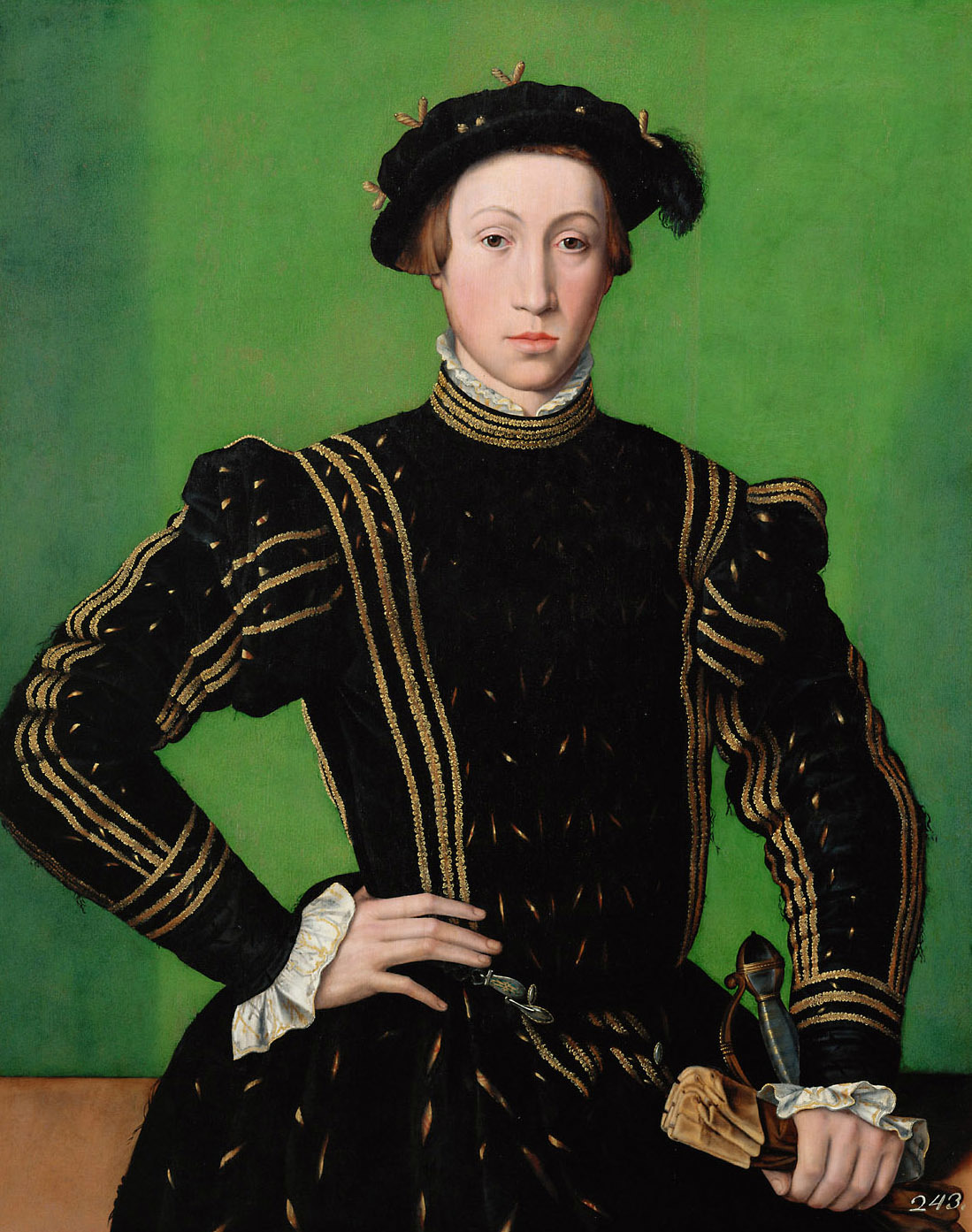
Maximilian al II-lea la vârsta adolescenței (Guillem Scrotes, c. 1544, Muzeul de Istorie a Artei din Viena)

Maximilian a crescut alături de fratele său, Ferdinand, la Innsbruck, bucurându-se de o educație aleasă. Convingerile sale au fost puternic influențate de profesorul luteran Wolfgang Schiefer, care a fost demis în 1538 tocmai din această cauză. Relația lui Maximilian cu principele elector protestant August de Saxonia începută în 1543, a fost privită cu suspiciune de familia sa. Maximilian stăpânea șase limbi străine: franceză, spaniolă, latină, italiană, cehă și maghiară.
Înclinația sa spre protestantism, care dealtfel oglindea dezvoltarea confesională a societății contemporane, l-a îngrijorat pe tatăl său. Ca o măsură împotriva acestei tendințe, la vârsta de 17 ani a fost chemat de unchiul său, împăratul Carol Quintul, la curtea spaniolă. Maximilian și-a însoțit unchiul în Războiul Schmalkaldic. Simpatia sa pentru protestanți a devenit evidentă pentru prima dată în timpul acestui război. După ce în 1547 a participat la bătălia de la Mühlberg, în care Carol Quintul a fost învingător, Maximilian a intervenit cu fermitate pentru eliberarea principelui elector Ioan Frederic de Saxonia și a landgrafului Filip de Hessa, conducătorii Ligii de la Schmalkalden.

#### Tinerețea
Pentru a se asigura de schimbarea convingerilor religioase ale arhiducelui, împăratul Carol Quintul l-a chemat pe Maximilian pentru a doua oară în Spania și a hotărât să îl căsătorească cu fiica sa, Maria, o  ferventă catolică. Căsătoria, care a avut loc în 1548, a fost prima dintre cele șase încheiate între membrii celor două linii ale Casei de Habsburg (cea spaniolă și cea austriacă) de-a lungul următorilor 120 de ani. Carol Quintul și-a demonstrat încrederea în tinerii căsătoriți acordându-le guvernarea Spaniei în timpul absenței sale.
Maria s-a străduit să influențeze convingerile religioase ale soțului ei, dar fără mult succes, acesta păstrând în continuare o simpatie decentă pentru protestantism. Chiar tatăl său, Ferdinand I, era îngrijorat de tendințele sale confensionale. Încercând să nu-și declare ferm credința religioasă, Maximilian afirma doar că este creștin. Abia când succesiunea sa la tronul imperial a fost decisă, el a trebuit să se declare ca fiind de credință catolică deoarece era de neconceput ca un protestant să poarte o coroană a cărei existență se baza pe tradiția catolică.
Relația lui Maximilian cu Carol Quintul s-a deteriorat datorită planului de succesiune spaniolă gândit de împărat în scopul preluării definitive a tronului Sfântului Imperiu Roman de către linia spaniolă a Casei de Habsburg. Conform acestui plan, după moartea lui Carol Quintul, fratele său, Ferdinand, urma să-i succeadă la tronul imperial, iar după moartea acestuia, succesorul nu urma să fie Maximilian, ci Filip, fiul lui Carol. De fapt, această soluție putea reprezenta o alternanță a succesiunii între cele două linii ale familiei. Planul a fost primit cu puțin entuziasm în imperiu.
Anulând dispoziții mai vechi privind stăpânirea comună a posesiunilor Casei de Habsburg, Ferdinand I a ordonat în 1554 împărțirea teritoriilor habsburgice ereditare între fiii săi. Maximilian a primit teritoriile dunărene austriece, inclusiv Salzkammergut, lui asigurându-i-se și succesiunea la tronul Boemiei și cel al Ungariei. Următorul fiu, Ferdinand, favoritul tatălui său, a primit Comitatul Tirol și Austria Anterioară. Fiul cel mai mic, Carol, a primit teritoriul central austriac, având ca regiuni principale Stiria, Carintia și Craina, inclusiv fâșia austriacă de-a lungul coastei Marii Adriatice.
Deși experiența acumulată de Casa de Habsburg nu recomanda împărțirea posesiunilor, neîncrederea lui Ferdinand I în fiul său cel mare, Maximilian, cu înclinații suspecte spre protestantism, și teama de eventuale acțiuni periculoase ale fiilor mai mici, care se puteau simți defavorizați, dar poate și chibzuința că având fiecare posesiuni restrânse puteau mai ușor opune rezistență voinței dietelor, toate acestea au asigurat din nou triumful principiului împărțirii posesiunilor. Pentru că cei trei fii ai lui Ferdinand I conlucrau mult mai bine decât Habsburgii din Evul Mediu târziu, această împărțire nu a avut consecințe nefaste.

### Ascensiunea la tron
În 1562 împăratul Ferdinand I a reușit să impună alegerea lui Maximilian ca rege romano-german după ce acesta promisese că va rămâne fidel Bisericii Catolice. După moartea tatălui său, Maximilian s-a concentrat asupra politicii interne a imperiului străduindu-se să păstreze bune relații cu partida protestantă din imperiu și în același timp să respecte prevederile Păcii Religioase de la Augsburg. 
În ceea ce privește politica externă, Maximilian s-a străduit să evite confruntările de ordin politic ce puteau fi generate de diferendele dintre cele două confesiuni. El a respins politica vărului său, regele spaniol Filip al II-lea, privitoare la Țările de Jos și nu a dat curs cererii acestuia de a începe o acțiune de contrareformă în Regatul Boemiei. Dezaprobând intervenția brutală în Țările de Jos începută în 1568, el a interzis recrutarea soldaților de către puterile străine pe teritoriul imperiului. De asemenea, Maximilian s-a opus intervenției lui Wilhelm de Olanda și a principilor germani în conflictele violente desfășurate în Franța după Noaptea Sfântului Bartolomeu din 1572. El a condamnat faptul că papalitatea și Spania își îndreptau forțele de distrugere contra creștinilor, dar nu găseau resurse pentru a susține un război hotărâtor împotriva otomanilor. Astfel, Maximilian a refuzat în mod constant să răspundă la cererile papalității și ale Spaniei de a renunța la politica sa împăciuitoare față de protestanți.
Mai puțin succes a avut politica sa în Europa răsăriteană. Împăratul Ferdinand I încercase să extindă puterea habsburgică în Regatul Poloniei prin căsătoria încheiată de fiica sa, Elisabeta, cu regele Sigismund al II-lea August al Poloniei. În același scop, după moartea Elisabetei în 1545, o a doua fiică a lui Ferdinand I, Ecaterina, s-a căsătorit cu același rege al Poloniei.
În 1556 stările maghiare au rechemat din Polonia pe tânărul Ioan Sigismund Zapolya care a recunoscut ulterior suzeranitatea Porții Otomane față de Regatul Ungariei. Sub cârmuirea acestuia, până în 1571, în regatul său existase o libertate confesională care permisese protestanților și luteranilor să-și urmeze credința, fapt ce nu rămăsese fără ecou în teritoriile austriece. Maximilian nu a acceptat pierderea Transilvaniei și a refuzat plata tributului anual convenită de tatăl său cu sultanul Soliman Magnificul în 1551. Ca urmare, în 1566 s-a declanșat un nou război care a adus otomanilor cucerirea cetății Szigetvar din Ungaria.
Bătrânul sultan a murit înainte ca această cetate să fie cucerită după ce fusese supusă asediului timp de o lună. Deși Maximilian dispunea de o oaste puternică, el s-a abținut de la un atac hotărâtor împotriva turcilor. O epidemie de tifos a decimat oastea lui Maximilian. În 1568 a încheiat cu sultanul Selim al II-lea Pacea de la Adrianopol. Deși Ioan Sigismund Zapolya, fără a avea forța necesară pentru a se opune, încercase să submineze tratativele de pace, acesta a trebuit să accepte condițiile păcii și să renunțe la titlul de Rege al Ungariei în 1570. Maximilian a renunțat la pretențiile sale privind Transilvania în același an.
În 1574 tronul Poloniei a rămăs din nou vacant deoarece regele ales, Henric de Anjou, se întorsese în Franța pentru a ocupa tronul țării după moartea fratelui său, regele Carol al IX-lea. 
Deoarece candidatura anterioară a fiului său, Ernest, nu fusese încununată de succes în 1574, Maximilian a decis să candideze el însuși la tronul Poloniei, însă a fost ales doar de o mică parte a nobilimii.

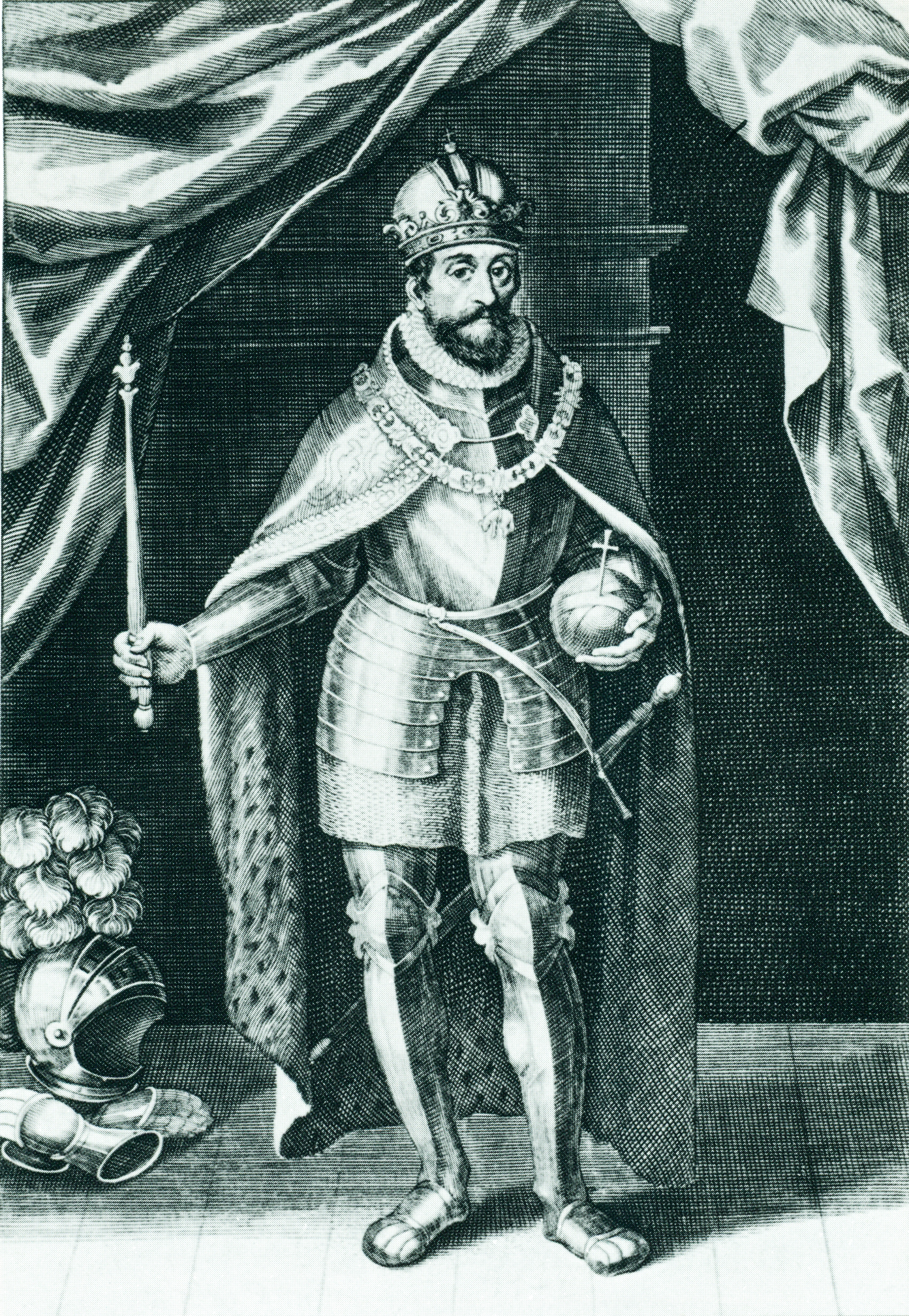
Maximilian al II-lea (litografie, sec. al XVI-lea)

### Politica religioasă

#### Politica religioasă în teritoriile ereditare habsburgice
Anumite cercuri ale nobilimii așteptaseră ca Maximilian să treacă deschis de partea protestantismului după moartea tatălui său în 1564. Totuși, deoarece nu a primit o susținere efectivă din partea principilor germani protestanți, Maximilian a fost nevoit să cedeze și a promis tatălui și fraților săi, Ferdinand și Carol, să rămână loial confesiunii catolice, ceea ce desigur a fost și urmarea presiunii exercitate de linia spaniolă a familiei. Maximilian detesta discordiile din interiorul partidei protestante datorate motivelor dogmatice. El a respins primele revendicări ale dietelor protestante din țările austriece, dar nu a dat curs contraofensivei catolice.
O călătorie de inspectare a mănăstirilor efectuată în 1566, dăduse la iveală situații foarte neplăcute, fiind urmată în 1568 de instituirea Consiliului Mănăstiresc menit să controleze și să ajute la dezvoltarea instituțiilor monahale. Maximilian adoptase o atitudine distantă față de sciziunea confesională pe care o considera doar o dispută între teologi, sperând într-o posibilă „religie universală” creștină, împăciuitoare. El a cerut protestanților austrieci să elaboreze un regulament bisericesc unitar, sarcină ce i-a revenit teologului David Chytraeus din Rostock, elevul lui Martin Luther. Ajutat de Christophor Reuter, mulți ani predicator în Rosenburg, Chytraeus a elaborat Christliche Kirchenagenda („Agenda bisericească creștină”) care acorda protestanților mai multe drepturi decât cele primite în 1568, permițând feudalilor, cavalerilor, dar și locuitori de pe domeniile acestora, să practice cultul protestant, excepție făcând orașele și târgurile care aparțineau suveranului. Ca dovadă a recunoștinței, stările au oferit lui Maximilian 2 milioane de guldeni pentru acoperirea datoriilor sale. În 1574 a fost permisă nobilimii celebrarea publică a slujbei protestante în Viena, unde protestantismul era predominant în rândul populației urbane.

#### Politica religioasă în Boemia
Maximilian a dus în Boemia o politică religioasă asemănătoare cu cea din teritoriile ereditare habsburgice. În Moravia au fost fondate două colegii iezuite (la Olomouc și Brno) astfel fiind susținut catolicismul în această regiune. Maximilian a reînnoit un ordin mai vechi împotriva confesiunii Frații Moravi. Ca urmare, a fost declanșată o mișcare de opoziție în rândul majorității utrachiștilor boemi. La Dieta din 1569–1570 stările boeme au refuzat să plătească taxele cerute de Maximilian. La Dieta din 1575 Maximilian a reușit să ajungă la un compromis cu acestea și a emis în favoarea lor Confessio Bohemica („Confesiunea Boemă”). Totuși, acest lucru nu s-a făcut printr-o Scrisoare a Majestății. Acesta era un regulament ecleziast cu caracteristici luterane care dădea satisfacție dorințele stărilor boeme și în alte privințe. Această concesie a fost o condiție prealabilă pentru ca stările să-l aleagă rege pe fiul lui Maximilian, Rudolf.

#### Politica religioasă în imperiu
În imperiu Maximilian a urmărit inițial reunificarea confesiunilor. Puțini dintre contemporani au prevăzut ca Maximilian groaznicele urmări ale confruntării dintre cele două confesiuni religioase. Deși în teritoriile ereditare habsburgice el a acordat o anumită libertate confesională protestanților din familiile nobiliare, în restul imperiului Maximilian a trebuit să respecte prevederile Păcii Religioase de la Augsburg care nu lăsau loc de manevră protestanților. Maximilian a condamnat revolta nobililor care se opuneau stăpânirii Țărilor de Jos de către linia spaniolă a Habsburgilor (ajunsă la apogeu în 1566 când într-o singură zi au fost devastate aproape 400 de biserici și mănăstiri), dar și reacția vărului său, regele Filip al II-lea, care l-a însărcinat pe Ducele de Alba cu oprimarea brutală a răsculaților în 1567. Totuși, Maximilian a criticat cu tact această acțiune brutală pentru a nu risca o ruptură nefastă a relațiilor sale cu regele Filip al II-lea, însă în 1572 el a condamnat foarte sever masacrarea hughenoților în Noaptea Sfântului Bartolomeu din Paris, care a determinat instabilitatea Regatului Franței într-o perioadă foarte sângeroasă a războiului religios.
Maximilian a păstrat o atitudine deschisă față de problemele confesiunilor religioase până la sfârșitul vieții. În cei 12 ani de domnie, el a reușit să prevină declanșarea unor conflicte religioase grave în imperiu.

### Lupta împotriva otomanilor
Politica externă dusă de Maximilian a fost marcată de lupta împotriva otomanilor, influențată de disputele sale cu Ioan Sigismund Zápolya, conducătorul Transilvaniei și aliatul otomanilor. Acesta a profitat de ocazie pentru a se îndrepta împotriva Habsburgilor după moartea împăratului Ferdinand I. Inițial Zápolya a avut succes, apoi a fost respins de forțele imperiale care au invadat Transilvania ceea ce a determinat intervenția otomanilor de partea aliatului lor. Dieta imperială din 1566 a aprobat pentru războiul împotriva turcilor un ajutor substanțial în valoare de 24 de „luni romane” (ceea ce reprezenta aproximativ suma de 1,7 milioane de guldeni).
Generalul imperial Lazarus von Schwendi a reușit să cucerească cetățile Tokaj și Szerencs. Împotriva armatei imperiale care număra 60 000 de oameni, armata otomană (aproximativ 100 000 de oameni), condusă de Soliman I a intrat în Ungaria în primăvara anului 1566 cu intenția de a cuceri cetățile Gyula, Szigeth și Eger. Împăratul Maximilian și frații săi se aflau alături de armata imperială staționată la Győr. Imperialii rămânând relativ inactivi, armata sultanului Soliman I, care se aflase și la porțile Vienei cu câteva decenii înainte, a asediat fortăreața Szigetvar. După mai multe săptămâni de asediu aceasta a fost cucerită fiind uciși toți cei ce o apăraseră (2500 de oameni împreună cu comandantul lor, Nikolaus Zrinyi, banul Croației). Sultanul Soliman I a murit în timpul asediului. Ca urmare, invazia otomanilor a fost stopată, dar Maximilian nu a înțeles să profite de situația creată de moartea sultanului. Inferioritatea numerică a armatei imperiale și o epidemie de tifos au fost motivele principale pentru care nici o acțiune nu a fost întreprinsă. În 1567 nu au fost obținute succese notabile împotriva otomanilor, Maximilian nedovedindu-se a fi un talent militar deosebit. Pacea de la Adrianopol încheiată cu sultanul Selim al II-lea, a confirmat stăpânirea comună asupra teritoriilor disputate, l-a recunoscut ca principe al Transilvaniei pe Ioan Sigismund Zápolya și a obligat imperiul la plata unui tribut anual de 30 000 de ducați. În 1570 Ioan Sigismund Zápolya a renunțat la titlul de Rege al Ungariei și a semnat tratatul de pace încheiat pentru o perioadă de opt ani, care a fost ulterior prelungit de trei ori (1576, 1584 și 1592). Între timp, acțiunile războinice de la granițe au continuat, însă imperiul și cea mai mare parte a Ungariei au fost ferite de lupte majore cu otomanii în următorii 25 de ani. Împăratul Maximilian nu s-a alăturat alianței Liga Sfântă încheiată în 1571 împotriva otomanilor.

### Succesiunea
Maximilian a fost preocupat de succesiune încă de la începutul domniei. El avea rezerve cu privire la succesorul legitim, Rudolf, fiul său cel mare, deoarece acesta fusese educat la curtea spaniolă. Maximilian îl prefera pe Ernest, cel de-al doilea fiu al său, în care avea încredere, deși acesta fusese, de asemenea, educat în Spania. Știind că va fi dificil să-l impună pe fiul său catolic, Rudolf, ca succesor în imperiu, el a reușit să exploateze cu succes diferendele dintre principii imperiali protestanți. Încă din 1571 l-a numit pe Rudolf regent al Austriei. În 1572 Rudolf a devenit Rege al Ungariei, iar în 1575 Rege al Boemiei. Al doilea fiu, Ernest, a preluat guvernarea Austriei Interioare sub tutela arhiducelui Ferdinand, în timp ce în Austria Superioară (Tirolul) era suveran fratele lui Maximilian, Ferdinand.

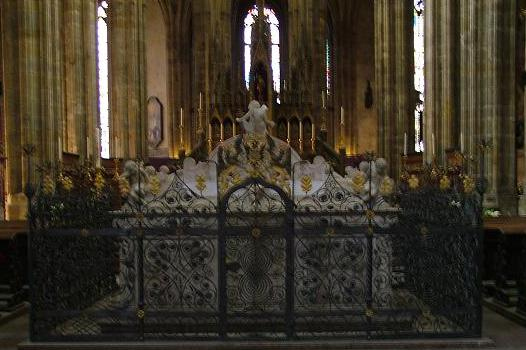
Mormântul împăratului Ferdinand I, al împăratului Maximilian al II-lea și al împărătesei Anna (Catedrala Sfântul Vitus, Castelul Praga)

Dieta imperială de la Regensburg ce urma să aibă loc în februarie 1575 pentru a-l alege rege romano-german pe Rudolf, a fost amânată deoarece Maximilian a participat la Praga la încoronarea acestuia ca rege al Boemiei. Dieta s-a întrunit abia la sfârșitul lunii iunie. În iulie, după o călătorie de patru luni, 28 de delegați ruși au fost întâmpinați cu fast de o gardă de onoare formată din 2000 de cetățeni și răsplătiți din belșug pentru că Rudolf spera să încheie o alianță cu țarul împotriva otomanilor. Un an mai târziu, Dieta imperială a fost din nou marcată de situația financiară precară a împăratului cauzată de războiul împotriva turcilor. Principii protestanți au profitat de situație pentru a impune vechea lor cerere privind libera alegere a religiei în principatele ecleziastice, dar împăratul a reușit să respingă această ofensivă. Pe 27 august 1576, după o plimbare cu familia, Maximilian a suferit o recidivă severă a unei boli care îl chinuia de mult timp și care i-a adus sfârșitul.

## Concluzii
Moartea acestui Habsburg de o înaltă și tolerantă spiritualitate a fost regretată deopotrivă de protestanți și de catolici. Maximilian nu se considerase nici catolic, nici protestant. El spunea doar că este creștin și a acționat ca atare. Deși s-a declarat de partea Bisericii Catolice, el a rămas loial înclinației sale spre protestantism. Chiar aflat pe patul de moarte, Maximilian nu a uitat îndoielile care îl urmăriseră toată viața. Curtenii spanioli l-au implorat să se convertească la catolicism, iar soția l-a rugat în genunchi să accepte sacramentele de la confesorul curții regale. Maximilian a răspuns: „Confesorul meu este în ceruri.” Chiar și rugămințile surorii sale au fost zadarnice. Ultimele sale cuvinte au fost: „Ich ergebe mich in den Willen Gottes, da ich weiß, dass ich meine Pflicht gegen den Schöpfer erfüllt habe” („Mă predau voinței lui Dumnezeu, pentru că știu că mi-am îndeplinit datoria față de Creator”).

## Căsătorie și descendenți

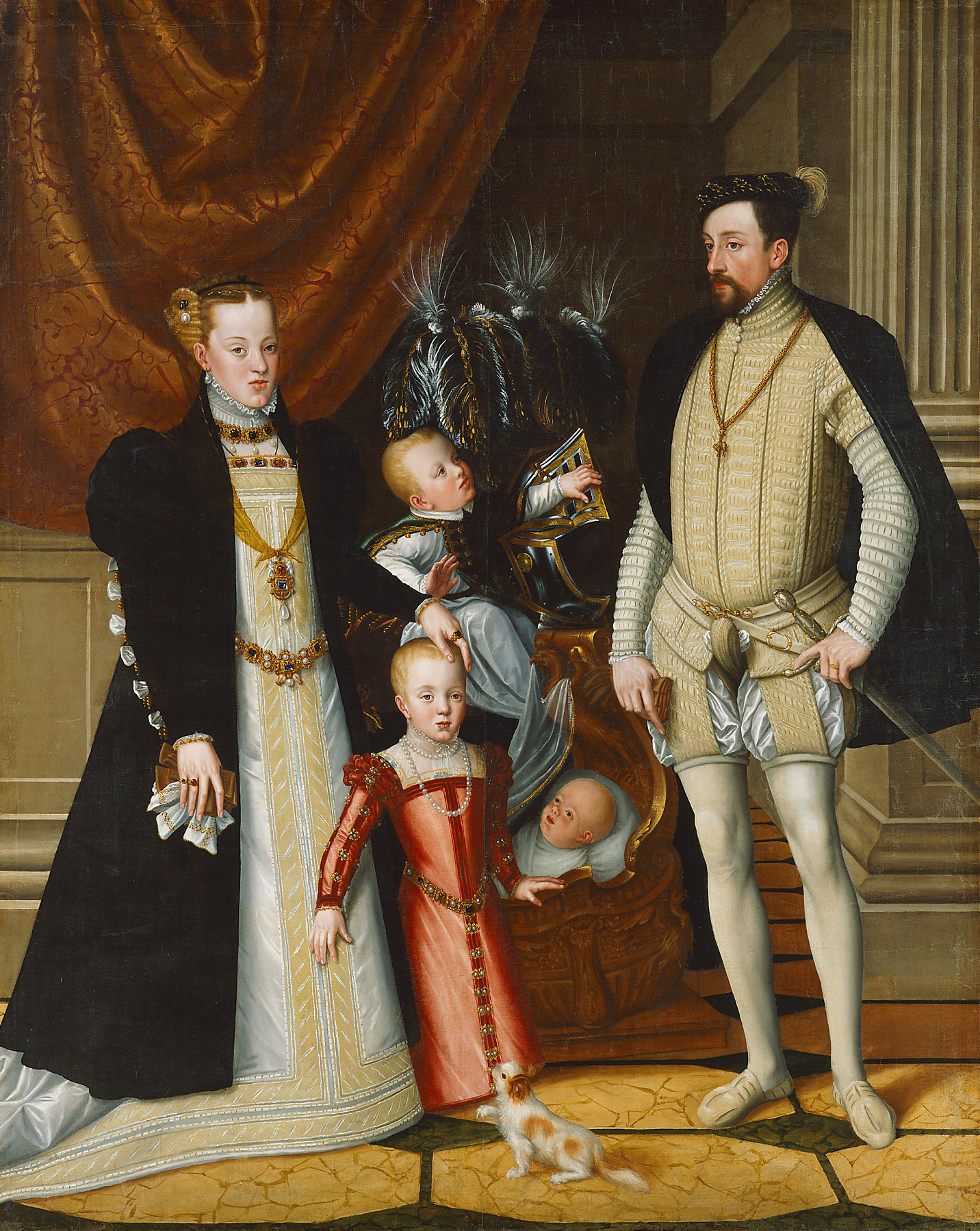
Maximilian al II-lea și familia sa (c. 1555, Giuseppe Arcimboldo)

Pe 13 septembrie 1548 la Valladolid în Spania, Maximilian s-a căsătorit cu verișoara sa, Maria, fiica împăratului Carol Quintul. Încheierea acestei căsătorii era menită să întărească coeziunea dintre cele două linii ale Casei de Habsburg. Deși soția sa era o catolică ferventă, cuplul a avut o căsnicie fericită, neafectată de conflictele din Casa de Habsburg. Din căsătoria lor au rezultat 15 copii:
- Anna de Austria (1 noiembrie 1549–26 octombrie 1580), căsătorită cu Filip al II-lea al Spaniei, mama lui Filip al III-lea al Spaniei;
- Ferdinand de Austria (28 martie 1551–25 iunie 1552);
- Rudolf al II-lea, împărat al Sfântului Imperiu Roman (18 iulie 1552–20 ianuarie 1612);
- Ernest de Austria (15 iulie 1553–12 februarie 1595), guvernator al Austriei, Stiriei și Ungariei din 1578 și al Țărilor de Jos din 1594;
- Elisabeta de Austria (5 iunie 1554–22 ianuarie 1592); căsătorită cu regele Carol al IX-lea al Franței;
- Maria de Austria (27 iulie 1555–25 iunie 1556);
- Matia I (24 februarie 1557–20 martie 1619),  împărat al Sfântului Imperiu Roman, căsătorit în 1611 cu arhiducesa Anna de Austria;
- un fiu (născut mort la 20 octombrie 1557);
- Maximilian al III-lea (12 octombrie 1558–2 noiembrie 1618), guvernator al Tirolului din 1602;
- Albert al VII-lea (15 noiembrie 1559–13 iulie 1621), căsătorit în 1599 cu infanta Spaniei, Isabella Clara Eugenia;
- Venceslau de Austria (9 martie 1561 – 22 septembrie 1578);
- Frederic de Austria (21 iunie 1562 – 16 ianuarie 1563);
- Maria de Austria (19 februarie 1564 – 26 martie 1564);
- Carol de Austria (26 septembrie 1565 – 23 mai 1566);
- Margareta de Austria (25 ianuarie 1567 – 5 iulie 1633);
- Eleonora de Austria (4 noiembrie 1568 – 12 martie 1580).